# 427
427 (CDXXVII, na numeração romana) foi um ano comum do século V do Calendário Juliano, da Era de Cristo, e a sua letra dominical foi B (52 semanas), teve início a um sábado e terminou também a um sábado. Segundo o horóscopo chinês, foi o ano do Coelho.
| Ano completo                   |
| ------------------------------ |
| Ano comum com início ao sábado |

## Eventos
- Idácio, autor de uma Crónica, é ordenado bispo de Chaves, altura denominada Aquae Flaviae.

## Mortes
- 24 de dezembro — Sisínio I de Constantinopla, arcebispo de Constantinopla (n. ?).